# Tylophora plagiopetala
Tylophora plagiopetala är en oleanderväxtart som beskrevs av Rudolf Schlechter och K. Schum.. Tylophora plagiopetala ingår i släktet Tylophora och familjen oleanderväxter. Inga underarter finns listade i Catalogue of Life.